# Eliza Dushku
Eliza Patricia Dushku (Watertown, Massachusetts, 30 de desembre de 1980) és una actriu estatunidenca coneguda pel seu paper de Faith Lehane a la sèrie de televisió Buffy the Vampire Slayer.

## Biografia

### Joventut
És filla de pare albanès i mare danesa. Els dos de creencies mormones, que es van divorciar abans de néixer ella, que s'ha declarat no creient d'aquesta religió.
De petita va aprendre a tocar el piano i va anar a classes de dansa. Té tres germans més grans. Un d'ells també es dedica a l'actuació, i van coincidir a la sèrie Dollhouse.

### Actriu
Va començar la seva trajectòria com a actriu al teatre, representant obres al Watertown Children's Theatre, on va fer classes d'interpretació.
El 1992 va fer el seu debut al cinema amb la comèdia Aquella Nit, títol dirigit per Craig Bolotin i protagonitzat per C. Thomas Howell i Juliette Lewis.
Després va actuar juntament amb Leonardo DiCaprio a This Boy's Life (1993) i també amb Arnold Schwarzenegger i Jamie Lee Curtis a True Lies (1994), dirigida per James Cameron.
El 1998, va saltar a la fama incorporant-se a la sèrie de televisió protagonitzada per Sarah Michelle Gellar, Buffy the Vampire Slayer. Va començar a treballar a la tercera temporada, participant també a la quarta i la setena, i amb el mateix personatge va intervindre a la primera i la quarta temporada de l'spin-off d'aquesta sèrie, Angel. L'any 2000 va coprotagonitzar juntament amb Kirsten Dunst la primera pel·lícula de la saga Bring It On.
Des del 2003 ha protagonitzat i participat en un gran nombre de sèries i pel·lícules i el 2005 va fer una incursió en el teatre amb Dog Sees God actuant a Broadway. El 2009 va protagonitzar Dollhouse, una creació de Joss Whedon, on durant dues temporades va interpretar a Echo, protagonista principal de la sèrie.
Independentement de la seva feina com a actriu, també ha posat la seva veu a diversos treballs audiovisuals com videojocs, o també en narracions en programes de televisió i audionovel·les.

## Vida personal
Des de l'octubre del 2009 mantenia una relació amb l'exjugador de bàsquet de Los Angeles Lakers, Rick Fox. L'agost del 2010 van anunciar que anirien a viure junt, però el 2014 es van separar.

## Filmografia
- That Night (1992) - Alice Bloom
- This Boy's Life (1993) - Pearl
- Fishing With George (1994) - Unknown
- True Lies (1994) - Dana Tasker
- Bye Bye Love (1995) - Emma Carlson
- Journey (1995) (TV) - Cat
- Race the Sun (1996) - Cindy Johnson
- A totes (Bring It On) (2000) - Missy Pantone
- Jay and Silent Bob Strike Back (2001) - Sissy
- Soul Survivors (2001) - Annabel
- Els lletjos també suquen (The New Guy) (2002) - Danielle
- City by the Sea[2] (2002) - Gina
- Wrong Turn (2003) - Jessie Burlingame
- The Kiss (2003) - Megan
- The Last Supper (2006) - Waitress
- Nurses (2007) - Eve Morrow (TV Movie)
- On Broadway (2007) - Lena Wilson
- Nobel Son (2007) - Sharon "City" Hall
- Sex and Breakfast (2007) - Renee
- Bottle Shock (2008) - Joe
- The Alphabet Killer (2008) - Megan Paige
- The Coverup (2008) - Monica Wright
- The Thacker Case (2008) - Monica Wright
- Noah's Ark: The New Beginning (2008) - Zalbeth (veu)
- Open Graves (2009) - Erica
- Locked In (2010) - Rene
- Herd Mentality (2011) - Casey (TV Movie)
- Roar of the Crowd (2011) - Casey (TV Movie)
- DC Showcase: Catwoman (2011) - Catwoman (veu)(Curt)
- Batman: Year One (2011) - Selina Kyle (voz) / Catwoman (veu)
- Noah's Ark: The New Beginning (2012) - Zalbeth (veu)
- Albania (documental) (2012) - Ella mateixa
- Jay and Silent Bob's Super Groovy Cartoon Movie (2013) - (veu)
- The Scribbler (2014) - Jennifer Silk
- Jane Wants a Boyfriend (2015) - Bianca
- Eloise (2017) - Pia

### Sèries de televisió
| Any                   | Títol                             | Personatge                          | Notes                               |
| --------------------- | --------------------------------- | ----------------------------------- | ----------------------------------- |
| 1998-1999, 2000, 2003 | Buffy the Vampire Slayer          | Faith Lehane                        |                                     |
| 2000, 2003            | Angel                             | Faith Lehane                        |                                     |
| 2002                  | King of the Hill                  | Jordan (veu)                        | episodi: "Get Your Freak Off"       |
| 2003                  | Punk'd                            |                                     |                                     |
| 2003-2005             | True Calling                      | Tru Davies                          |                                     |
| 2005                  | Reading Rainbow                   | Narradora                           | episodi: "Unique Monique"           |
| 2005                  | That '70s Show                    | Sarah                               |                                     |
| 2007                  | Ugly Betty                        | Cameron Ashlock                     |                                     |
| 2009-2010             | Dollhouse                         | Echo                                |                                     |
| 2010                  | The Big Bang Theory               | Agent Especial de l'FBI Angela Page |                                     |
| 2011                  | Robotomy                          | Shockzana (veu)                     | episodi: "From Wretchnya with Love" |
| 2011                  | White Collar                      | Raquel Laroque                      | 1 episodi                           |
| 2011                  | Torchwood: Web of Lies            | Hollu Mokri (veu)                   |                                     |
| 2011                  | The League                        | Instructora de Krav Maga            |                                     |
| 2012                  | Leap Year                         | June Pepper                         |                                     |
| 2013                  | Hulk and the Agents of S.M.A.S.H. | She-Hulk (veu)                      |                                     |
| 2013                  | The Saint                         | Patricia Holm                       |                                     |
| 2016                  | Banshee                           | Agent Veronica Dawson               |                                     |
| 2017                  | Bull                              | J. P. Nanley                        | Temporada 1 EP 21                   |

### Videojocs
| Any  | Títol         | Personatge          |
| ---- | ------------- | ------------------- |
| 2006 | Yakuza        | Yumi Sawamura (veu) |
| 2008 | Saints Row 2  | Shaundi (veu)       |
| 2009 | WET           | Rubi Malone (veu)   |
| 2013 | Saints Row IV | Shaundi joven (veu) |

### Sèries Web
| Any  | Títol               | Personatge | Notes              |
| ---- | ------------------- | ---------- | ------------------ |
| 2016 | Princess Rap Battle | Rapunzel   | Convidada especial |